# Falguière (metrostation)
Falguière is een station van de metro in Parijs langs metrolijn 12 in het 6e arrondissement, onder de boulevard Vaugirard.

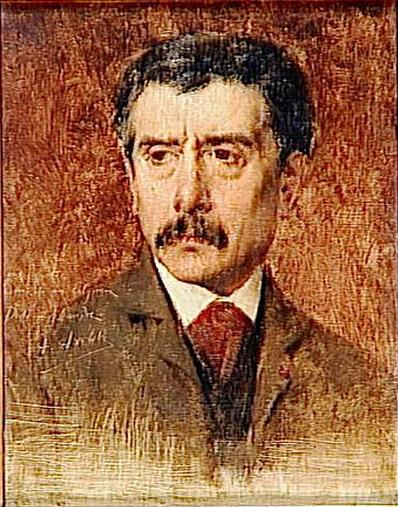
Alexandre Falguière (zelfportret)

Het station is evenals de bovenliggende gelijknamige straat vernoemd naar Alexandre Falguière (7 september 1831 - 19 april 1900), een Franse beeldhouwer en kunstschilder.
Mairie d'Aubervilliers · Aimé Césaire · Front Populaire · Porte de la Chapelle · Marx Dormoy · Marcadet - Poissonniers · Jules Joffrin · Lamarck - Caulaincourt · Abbesses (metrostation) · Pigalle · Saint-Georges · Notre-Dame-de-Lorette · Trinité - d'Estienne d'Orves · Saint-Lazare · Madeleine · Concorde · Assemblée nationale · Solférino · Rue du Bac · Sèvres - Babylone · Rennes · Notre-Dame-des-Champs · Montparnasse - Bienvenüe · Falguière · Pasteur · Volontaires · Vaugirard · Convention · Porte de Versailles · Corentin Celton · Mairie d'Issy